# مجزرة عائلة العروقي
مجزرة عائلة العروقي هي مجزرةٌ ارتكبها سلاح الجوّ الإسرائيلي حينما أغارَ على منازل المدنيين في أبو إسكندر في حي الشيخ رضوان شمال مدينة غزة بتاريخ العشرين من نوفمبر 2024. هذه المجزرة من ضمن عدة مجازر وقعت خلال عملية طوفان الأقصى. تسبّبت هذه المجزرة الإسرائيليّة والتي استهدفت منطقة حيوية في استشهاد عدد من سكان المنطقة و أكثر من20 شهيداً بينهم نساء وأطفال من عائلة العروقي.

## البداية
في صباح 7 تشرين الأول  2023، قامت حركة حماس بإطلاق ما لا يقلُّ عن 3000 صاروخ من قطاع غزة باتجاه إسرائيل. بالموازاة مع اختراق حوالي 2500 مسلَّح فلسطيني الحاجز بين غزة وإسرائيل بِشَنِّهِم لهجوم عبر السّيارات رُباعيّة الدّفع والدّراجات النّارية والطّائرات الشّراعيّة وغيرها على البلدات المتاخمة للقطاع، والتي تُعرف باسم غلاف غزة، حيث سيطروا على عددٍ من المواقع العسكريَّة خاصة في سديروت، ووصلوا أوفاكيم، واقتحموا نتيفوت، وخاضوا اشتباكاتٍ عنيفة في المستوطنات الثلاثة، كما أسَرُوا عددًا من الجنود والمواطنين، فضلًا عن اغتنامِ مجموعةٍ من الآليَّات العسكريَّة الإسرائيليَّة. ردًّا على ذلك، بدأت قوات الاحتلال الاسرائيلي هجومها باستعادة السيطرة على المستوطنات التي سبق لقوات حماس السيطرة عليها، وشنَّت هجمات انتقامية قبل أن تعلن الحرب رسميًا على حماس في اليوم التالي. كما نَفَّذَت غارات جوية على قطاع غزة، وشدَّدت حصارها وشنت واحدة من أكثر حملات القصف دموية وتدميرًا في التاريخ.

## الضحايا
جميع الضحايا من المدنيين، فضلًا عن كونهم من عائلة واحدة قضت بعد قصف الاحتلال الإسرائيلي الذي استهدف بنايتهم السكنية. القائمة من رجال ونساء وأطفال عرف منهم:
1. جهاد محمد عبد الرحمن العروقي (53 عام)
2. جهاد أحمد محمود العروقي (27 عام)
3. أحمد جهاد محمود العروقي (26 عام)
4. محمود جهاد محمود العروقي (19 عام)
5. يوسف محمد محمود العروقي (46 عام)
6. سهر يوسف محمد العروقي (23 عام)

والناجي الوحيد هو محمد يوسف العروقي